# SWAN彗星 (C/2020 F8)
SWAN彗星 (C/2020 F8)は、SOHOの観測データから2020年に発見された非周期彗星である。SWAN彗星という名称のついた彗星は複数発見されているため、明確な区別のために以下「C/2020 F8」と呼称する。

## 特徴

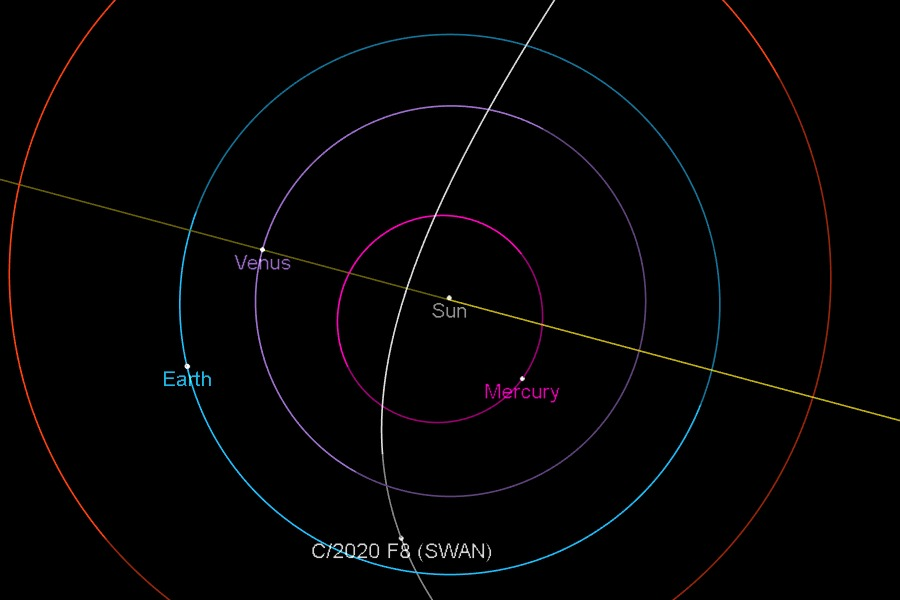
真上から見たSWAN彗星 (C/2020 F8) の軌道。惑星と彗星の位置は2020年4月19日時点のもの。

C/2020 F8は、太陽観測衛星SOHOに搭載された観測機器「SWAN」によって得られた観測データから2020年3月25日に発見された。同年4月12日に小惑星センターが発表した小惑星電子回報（MPEC）では、離心率が0.9999952の極めて潰れた楕円軌道を公転する彗星であると報告された。しかし現在では、C/2020 F8の軌道は離心率1.011の双曲線軌道とされており、C/2020 F8は一度太陽に接近すると二度と回帰してくることがない非周期彗星に分類されている。この彗星は、2020年の太陽への接近で初めて太陽系内部に飛来した可能性があり、太陽から受ける放射の増加により活発なバースト現象（急激な増光）を引き起こすかもしれないとされている。
近日点距離は太陽から0.43 au（約6430万 km）で、2020年5月27日に通過すると予測されている。小惑星電子回報では、同年5月12日に視等級が4.4等級まで増光すると予測されており、近日点通過前後の5月下旬から6月にかけては3～4等級にまで増光するとみられている。